# مگس‌گیر خوش‌رنگ
مگس‌گیر خوش‌رنگ (نام علمی: Myiotriccus ornatus) یک گونه از پرندگان خانوادهٔ ژیان‌مرغان و تنها عضو از سردهٔ Myiotriccus است که در کلمبیا، اکوادور و پرو یافت می‌شود.

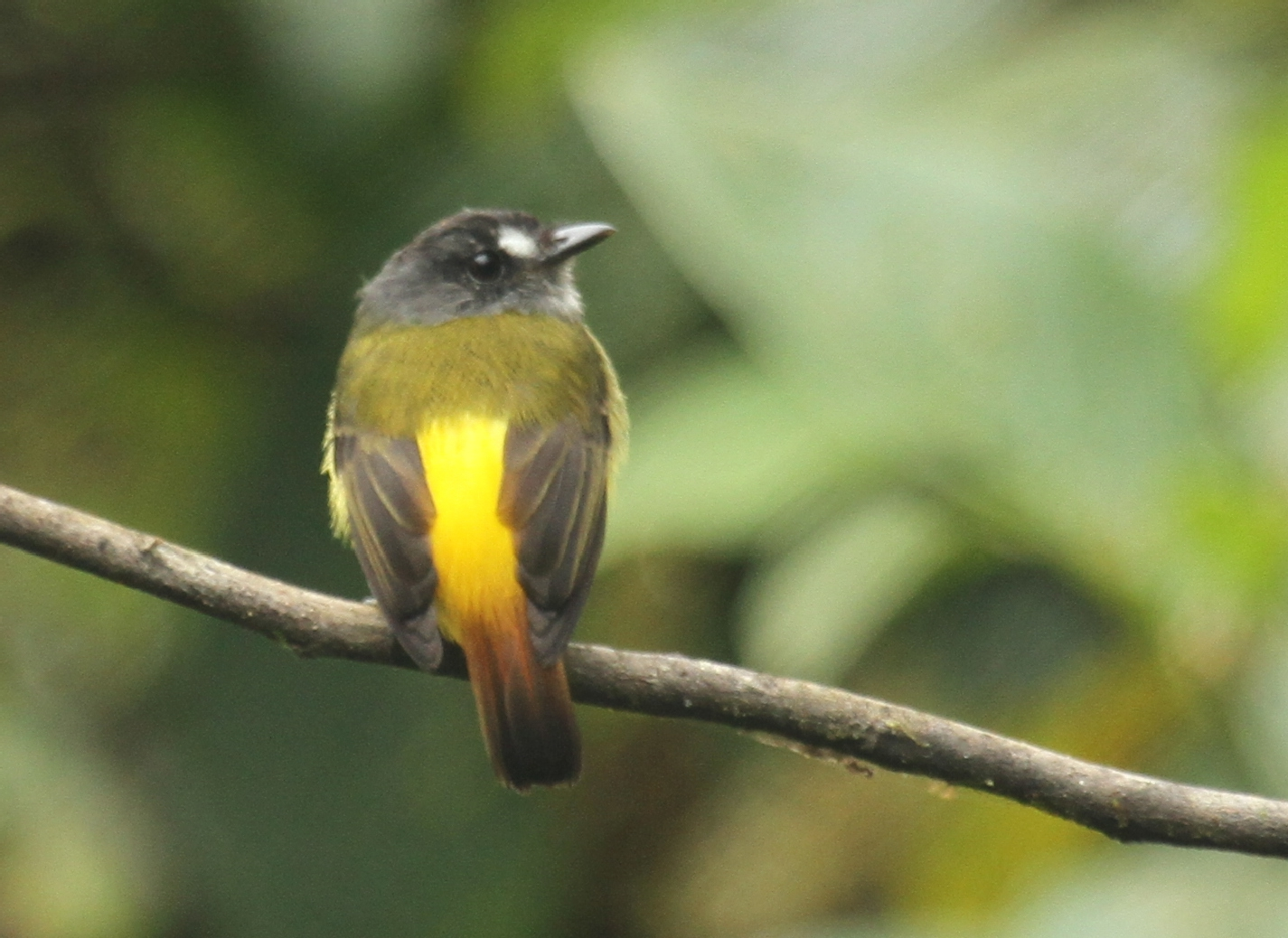
پناهگاه ماشپی - اکوادور